# カンムリウズラ

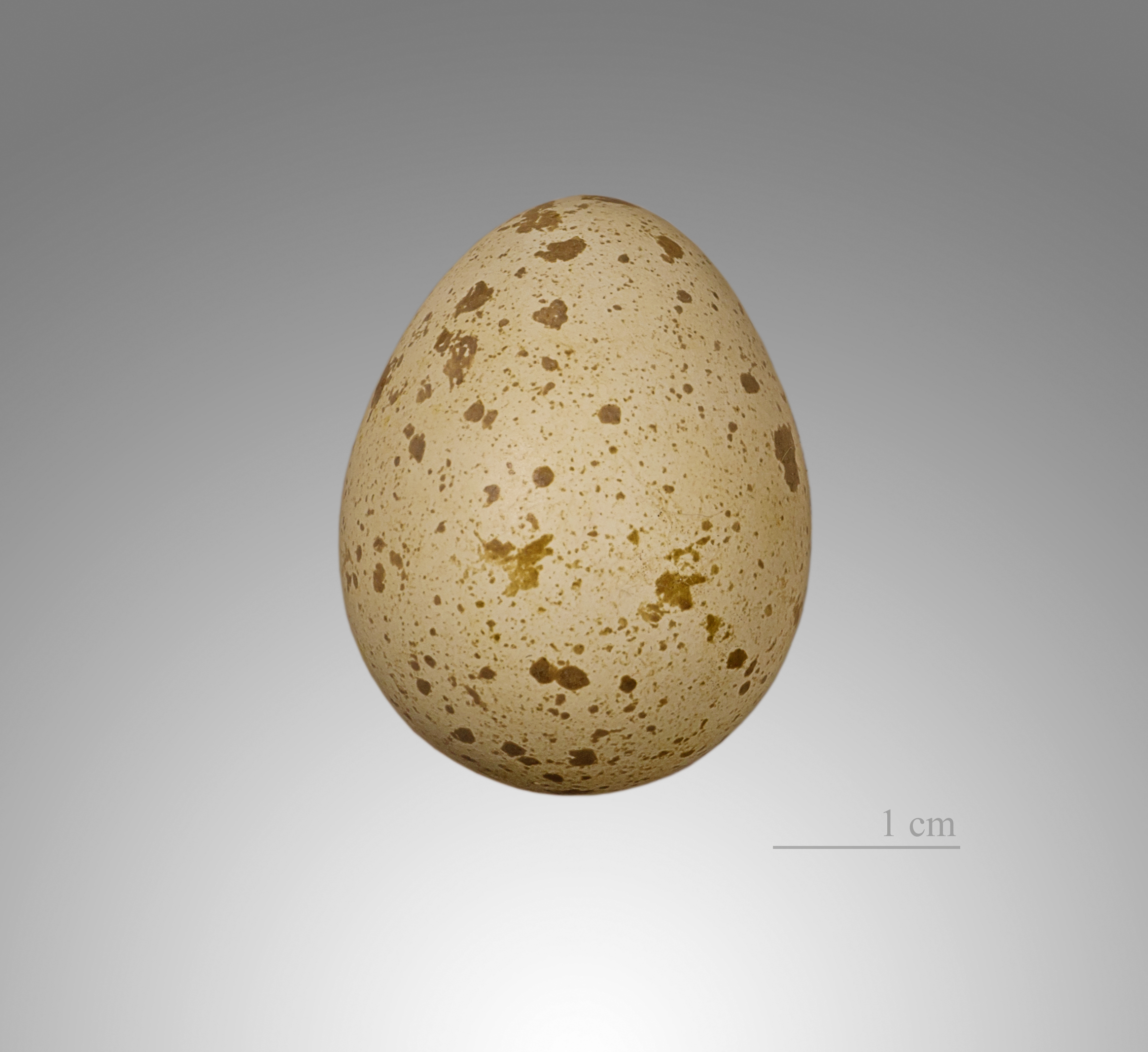
Callipepla californica

カンムリウズラ （冠鶉、学名：Callipepla californica）は、キジ目キジ科に分類される鳥類の一種である。ハウズラ亜科（別名ナンベイウズラ亜科）に属する。

## 分布
アメリカのカリフォルニア州、オレゴン州、メキシコ西北部（カリフォルニア半島）に分布する。アメリカ中部、ハワイ、チリ、ニュージーランドには放鳥されたものが定着している。

## 形態
全長24-26cm。

## 生態
森林や草地、乾燥した荒地などに生息する。小規模の群れで生活する。

## 亜種
7亜種に分類される。

## 人間との関係
アメリカでは狩猟鳥であり、各地に放鳥されている。
雄の羽色が美しいため、日本では第二次世界大戦前には飼鳥として輸入されていた。